# Baltasar Rodríguez
Pour les articles homonymes, voir Rodríguez.
Baltasar Rodríguez, né le 9 juillet 2003 à Monte Hermoso, est un footballeur argentin qui joue au poste de milieu offensif à l'Inter Miami, en prêt du Racing Club.

## Biographie

### Carrière en club
Né à Monte Hermoso en Argentine, Baltasar Rodríguez est formé par le Racing Club, où il commence sa carrière professionnelle en championnat d'Argentine. Il joue son premier match avec l'équipe première du club le 8 mai 2023, remplacement de Gabriel Hauche lors d'une défaite 4-2 contre les Talleres de Córdoba.

### Carrière en sélection
Il prend ensuite part au Tournoi pré-olympique avec l'équipe d'Argentine des moins de 23 ans en 2024,.
L'Argentine termine deuxième de la compétition après avoir battu et éliminé le Brésil lors de la dernière journée, se qualifiant ainsi pour les Jeux olympiques,.

## Palmarès
Argentine -23 ans
- Tournoi pré-olympique sud-américain
  - Deuxième en 2024